# Nobelova nagrada za mir
Nobelova nagrada za mir (švedsko Nobels fredspris) je ena od Nobelovih nagrad, ki jih od leta 1901 podeljuje švedski Nobelov sklad za dosežke pri vzpostavljanju miru v mednarodni politiki. Nagrajence izbira petčlanska komisija, ki jo imenuje Parlament Norveške. Je ena od petih nagrad, ki jih je švedski izumitelj Alfred Nobel predvidel v svoji oporoki. V njej je naročil, naj dobi nagrado za mir tisti, ki je »naredil največ za bratstvo med narodi, za ukinitev ali zmanjšanje velikosti aktivnih vojsk in za organizacijo ter promocijo mirovnih kongresov«. Za razliko od vseh ostalih nagrad jih podeljuje norveška ustanova; čeprav sta bili Švedska in Norveška za časa Nobelovega življenja v politični zvezi, ni jasno, zakaj se je odločil tako, domnevajo pa, da je imel Švedsko za preveč militaristično.
Zaradi politične narave so bile odločitve podeljevalcev skozi zgodovino pogosto kontroverzne.

## Seznam prejemnikov
| \| 1900. \| \| 1901 \| 1902 \| 1903 \| 1904 \| 1905 \| 1906 \| 1907 \| 1908 \| 1909 \| \| 1910. \| 1910 \| 1911 \| 1912 \| 1913 \| 1914 \| 1915 \| 1916 \| 1917 \| 1918 \| 1919 \| \| 1920. \| 1920 \| 1921 \| 1922 \| 1923 \| 1924 \| 1925 \| 1926 \| 1927 \| 1928 \| 1929 \| \| 1930. \| 1930 \| 1931 \| 1932 \| 1933 \| 1934 \| 1935 \| 1936 \| 1937 \| 1938 \| 1939 \| \| 1940. \| 1940 \| 1941 \| 1942 \| 1943 \| 1944 \| 1945 \| 1946 \| 1947 \| 1948 \| 1949 \| \| 1950. \| 1950 \| 1951 \| 1952 \| 1953 \| 1954 \| 1955 \| 1956 \| 1957 \| 1958 \| 1959 \| \| 1960. \| 1960 \| 1961 \| 1962 \| 1963 \| 1964 \| 1965 \| 1966 \| 1967 \| 1968 \| 1969 \| \| 1970. \| 1970 \| 1971 \| 1972 \| 1973 \| 1974 \| 1975 \| 1976 \| 1977 \| 1978 \| 1979 \| \| 1980. \| 1980 \| 1981 \| 1982 \| 1983 \| 1984 \| 1985 \| 1986 \| 1987 \| 1988 \| 1989 \| \| 1990. \| 1990 \| 1991 \| 1992 \| 1993 \| 1994 \| 1995 \| 1996 \| 1997 \| 1998 \| 1999 \| \| 2000. \| 2000 \| 2001 \| 2002 \| 2003 \| 2004 \| 2005 \| 2006 \| 2007 \| 2008 \| 2009 \| \| 2010. \| 2010 \| 2011 \| 2012 \| 2013 \| 2014 \| 2015 \| 2016 \| 2017 \| 2018 \| 2019 \| \| 2020. \| 2020 \| 2021 \| 2022 \| 2023 \| 2024 \| \| \| \| \| \| |      |      |      |      |      |      |      |      |      |      |
| 1900. |      | 1901 | 1902 | 1903 | 1904 | 1905 | 1906 | 1907 | 1908 | 1909 |
| 1910. | 1910 | 1911 | 1912 | 1913 | 1914 | 1915 | 1916 | 1917 | 1918 | 1919 |
| 1920. | 1920 | 1921 | 1922 | 1923 | 1924 | 1925 | 1926 | 1927 | 1928 | 1929 |
| 1930. | 1930 | 1931 | 1932 | 1933 | 1934 | 1935 | 1936 | 1937 | 1938 | 1939 |
| 1940. | 1940 | 1941 | 1942 | 1943 | 1944 | 1945 | 1946 | 1947 | 1948 | 1949 |
| 1950. | 1950 | 1951 | 1952 | 1953 | 1954 | 1955 | 1956 | 1957 | 1958 | 1959 |
| 1960. | 1960 | 1961 | 1962 | 1963 | 1964 | 1965 | 1966 | 1967 | 1968 | 1969 |
| 1970. | 1970 | 1971 | 1972 | 1973 | 1974 | 1975 | 1976 | 1977 | 1978 | 1979 |
| 1980. | 1980 | 1981 | 1982 | 1983 | 1984 | 1985 | 1986 | 1987 | 1988 | 1989 |
| 1990. | 1990 | 1991 | 1992 | 1993 | 1994 | 1995 | 1996 | 1997 | 1998 | 1999 |
| 2000. | 2000 | 2001 | 2002 | 2003 | 2004 | 2005 | 2006 | 2007 | 2008 | 2009 |
| 2010. | 2010 | 2011 | 2012 | 2013 | 2014 | 2015 | 2016 | 2017 | 2018 | 2019 |
| 2020. | 2020 | 2021 | 2022 | 2023 | 2024 |      |      |      |      |      |

### 2024
Nihon Hidankjo

### 2023
Narges Mohamadi

### 2022
Aleš Bjaljacki, Memorial in Center za državljanske svoboščine

### 2021
Maria Ressa in Dimitrij Andrejevič Muratov

### 2020
Svetovni program za hrano (WFP)

### 2019
Abiy Ahmed

### 2018
Denis Mukwege in Nadia Murad

### 2017
Mednarodna kampanja za odpravo jedrskega orožja (ICAN)

### 2016
Juan Manuel Santos

### 2015
Tunizijska četverica za dialog

### 2014
Kajlaš Satjarti in Malala Jusafzaj

### 2013
Organizacija za prepoved kemičnega orožja

### 2012
Evropska unija

### 2011
Ellen Johnson-Sirleaf, Leymah Gbowee in Tavakul Karman

### 2010
Liu Šjaobo

### 2009
Barack Obama

### 2008
Martti Ahtisaari

### 2007
Medvladni forum za podnebne spremembe (IPCC) in Al Gore

### 2006
Mohamed Junus in Grameen Bank

### 2005
Mohamed el Baradej in Mednarodna agencija za jedrsko energijo

### 2004
Wangari Maathai

### 2003
Širin Ebadi

### 2002
Jimmy Carter

### 2001
OZN, Kofi Annan

### 2000
Kim Dae-jung

### 1999
Zdravniki brez meja

### 1998
John Hume, David Trimble

### 1997
Mednarodna kampanja za prepoved protipehotnih min, Jody Williams

### 1996
Carlos Filipe Ximenes Belo, José Ramos-Horta

### 1995
Joseph Rotblat, Pugwash Conferences on Science and World Affairs

### 1994
Jaser Arafat, Šimon Peres, Jicak Rabin

### 1993
Nelson Mandela, Frederik Willem de Klerk

### 1992
Rigoberta Menchú Tum

### 1991
Aung San Suu Kyi

### 1990
Mihail Gorbačov

### 1989
14. dalajlama

### 1988
Mirovne enote OZN

### 1987
Oscar Arias Sánchez

### 1986
Elie Wiesel

### 1985
Mednarodni zdravniki proti jedrski vojni

### 1984
Desmond Tutu

### 1983
Lech Walesa

### 1982
Alva Myrdal, Alfonso García Robles

### 1981
Pisarna visokega komisarja OZN za begunce

### 1980
Adolfo Pérez Esquivel

### 1979
Mati Tereza

### 1978
Anwar Sadat, Menahem Begin

### 1977
Amnesty International

### 1976
Betty Williams, Mairead Corrigan

### 1975
Andrej Dimitrijevič Saharov

### 1974
Seán MacBride, Eisaku Sato

### 1973
Henry Kissinger, Le Duc Tho

### 1972
nagrada nepodeljena, sredstva prestavljena v glavni sklad

### 1971
Willy Brandt

### 1970
Norman Borlaug

### 1969
Mednarodna organizacija dela

### 1968
René Cassin

### 1967
nagrada nepodeljena; sredstva prestavljena (1/3 v glavni sklad, 2/3 v specialni sklad za to nagrado)

### 1966
nagrada nepodeljena; sredstva prestavljena v specialni sklad za to nagrado

### 1965
Otroški sklad OZN

### 1964
Martin Luther King mlajši

### 1963
Mednarodni komite Rdečega križa, Liga skupnosti rdečega križa

### 1962
Linus Carl Pauling

### 1961
Dag Hammarskjöld

### 1960
Albert Lutuli

### 1959
Philip Noel-Baker

### 1958
Georges Pire

### 1957
Lester Bowles Pearson

### 1956
nagrada nepodeljena; sredstva prestavljena (1/3 v glavni sklad, 2/3 v specialni sklad za to nagrado)

### 1955
nagrada nepodeljena; sredstva prestavljena v specialni sklad za to nagrado

### 1954
Pisarna visokega komisarja OZN za begunce

### 1953
George C. Marshall

### 1952
Albert Schweitzer

### 1951
Léon Jouhaux

### 1950
Ralph Bunche

### 1949
lord Boyd Orr

### 1948
nagrada nepodeljena; sredstva prestavljena (1/3 v glavni sklad, 2/3 v specialni sklad za to nagrado)

### 1947
Friends Service Council, American Friends Service Committee

### 1946
Emily Greene Balch, John R. Mott

### 1945
Cordell Hull

### 1944
Mednarodni komite Rdečega križa

### 1943
nagrada nepodeljena; sredstva prestavljena (1/3 v glavni sklad, 2/3 v specialni sklad za to nagrado)

### 1942
nagrada nepodeljena; sredstva prestavljena (1/3 v glavni sklad, 2/3 v specialni sklad za to nagrado)

### 1941
nagrada nepodeljena; sredstva prestavljena (1/3 v glavni sklad, 2/3 v specialni sklad za to nagrado)

### 1940
nagrada nepodeljena; sredstva prestavljena (1/3 v glavni sklad, 2/3 v specialni sklad za to nagrado)

### 1939
nagrada nepodeljena; sredstva prestavljena (1/3 v glavni sklad, 2/3 v specialni sklad za to nagrado)

### 1938
Nansenški mednarodni odbor za begunce

### 1937
Robert Cecil

### 1936
Carlos Saavedra Lamas

### 1935
Carl von Ossietzky

### 1934
Arthur Henderson

### 1933
Sir Norman Angell

### 1932
nagrada nepodeljena; sredstva prestavljena v specialni sklad za to nagrado

### 1931
Jane Addams, Nicholas Murray Butler

### 1930
Nathan Söderblom

### 1929
Frank B. Kellogg

### 1928
nagrada nepodeljena; sredstva prestavljena v specialni sklad za to nagrado

### 1927
Ferdinand Buisson, Ludwig Quidde

### 1926
Aristide Briand, Gustav Stresemann

### 1925
Sir Austen Chamberlain, Charles G. Dawes

### 1924
nagrada nepodeljena; sredstva prestavljena v specialni sklad za to nagrado

### 1923
nagrada nepodeljena; sredstva prestavljena v specialni sklad za to nagrado

### 1922
Fridtjof Nansen

### 1921
Hjalmar Branting, Christian Lange

### 1920
Léon Bourgeois

### 1919
Woodrow Wilson

### 1918
nagrada nepodeljena; sredstva prestavljena v specialni sklad za to nagrado

### 1917
Mednarodni komite Rdečega križa

### 1916
nagrada nepodeljena; sredstva prestavljena v specialni sklad za to nagrado

### 1915
nagrada nepodeljena; sredstva prestavljena v specialni sklad za to nagrado

### 1914
ni bila podeljena.

### 1913
Henri La Fontaine

### 1912
Elihu Root

### 1911
Tobias Asser, Alfred Fried

### 1910
Stalni mednarodni mirovni biro

### 1909
Auguste Beernaert, Paul Henri d'Estournelles de Constant

### 1908
Klas Pontus Arnoldson, Fredrik Bajer

### 1907
Ernesto Teodoro Moneta, Louis Renault

### 1906
Theodore Roosevelt

### 1905
Bertha von Suttner

### 1904
Inštitut za mednarodno pravo

### 1903
Randal Cremer

### 1902
Élie Ducommun, Albert Gobat

### 1901
Henri Dunant, Frédéric Passy